# ラージャ

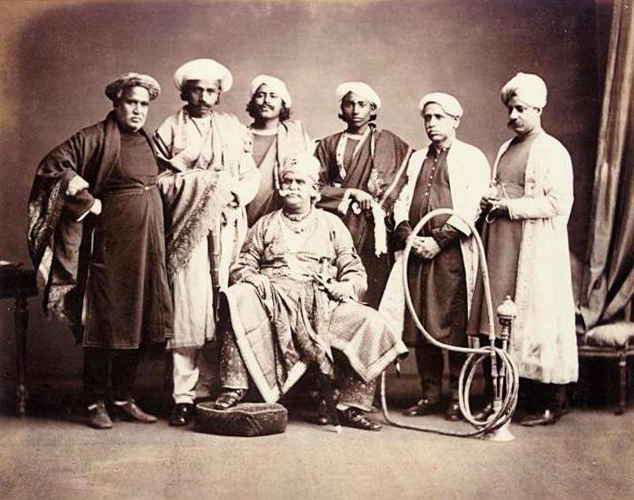
ヴァーラーナシーのマハーラージャとその廷臣（1870年代・インド）

ラージャあるいはラージャー（Raja, Rajah, 羅闍）は、サンスクリット語の語彙で、君主号または貴族の称号のこと。強大な権勢を持つラージャは、「マハーラージャ（Maharaja）」という。日本語に訳せば「王」・意訳して「豪族」の意味。インドのみでなくその影響を強く受けたヒンドゥー教時代の東南アジアにも伝播し、王または王族・貴族の称号として定着した。日本では閻魔大王が、閻魔羅闍と訳されたことがある。

## インド
ラージャの語は紀元前2千年紀半ば頃からインド亜大陸に侵入したアーリア人たちの族長「ラージャン」に由来し、更に古くはラテン語の王を意味する語レークス（Rex, 属: Regis）と同源であるともいわれる。ラージャンの地位は世襲される傾向が強かったが、部族の成員から選出された指導者としての性格を持ち、その権力はサバー、サミティなどと呼ばれる部族集会の制約を受けた。ラージャンに付随する存在として、軍事面でラージャンを補佐するセーナーニー、宗教面で補佐するプローヒタの地位があった。
アーリア人の部族内において、その構成員は原則的には平等であったが、やがてラージャンを中心とする有力者層ラージャニヤと、一般構成員ヴィシュの区別が明確になっていった。ラージャンを助ける司祭職も世襲される傾向があり、このラージャンと司祭の関係はやがてインドのカーストの中でも中核をなすクシャトリヤとバラモンの関係の原型となっていった。
のちにラージャの権限が拡大すると、マハーラージャ（一般にマハラジャ、maha = 大、で大王または皇帝の意）が新たに用いられて、ラージャの語は貴族や有力者に用いられるなどして、一般に格は落ちた。その後マハーラージャーディラージャ（maha + Raja + dhi + Raja, 王の（中の）大王または皇帝の意味）も用いられマハーラージャも格が落ちた。クシャーナ朝ではペルシア帝国の称号シャーハンシャーを訳したラージャーディラージャ（Rajadhiraja、王の中の王）も用いられた。
イギリスの植民地支配下では、ラージャは藩王（はんおう）の称号の一つであり、この場合、支配する領域は藩王国と呼んだ。

## マレー王朝
イスラーム伝来以前ではラージャは王や王族に使われていたが、イスラーム伝来後、改宗した王には特にアラビア語由来のスルターンの語が使われ、こちらでも語の格は落ちた。しかし、サラワク王国でホワイト・ラージャ（白人の王）と称されたことに見られるように、非ムスリムの王に関してはこの語が使われ続け、日本の征夷大将軍は、日本のラージャと呼ばれた。
現在でもマレーシアのプルリス州の君主であるジャマルライル家の当主はラージャを称している。サイドシラジュディン・サイドプトラ・ジャマルライルは第12代マレーシア国王に選出されている。

## タイ
タイでは特に王にラージャの語を王の称号として使うことはなかったが、ラージャの語は、訛ってラート、ラーチャー、ラッチャなどと称され、王の名前の一部として取り入れる傾向があった。特にマハーラージャはマハーラートと称され、歴史上偉大な仕事を成し遂げた王に付与されたり、ラージャーディラージャはラーチャティラートと称され一部の王に名前の一部として使われた。